# Alexandra Grimal

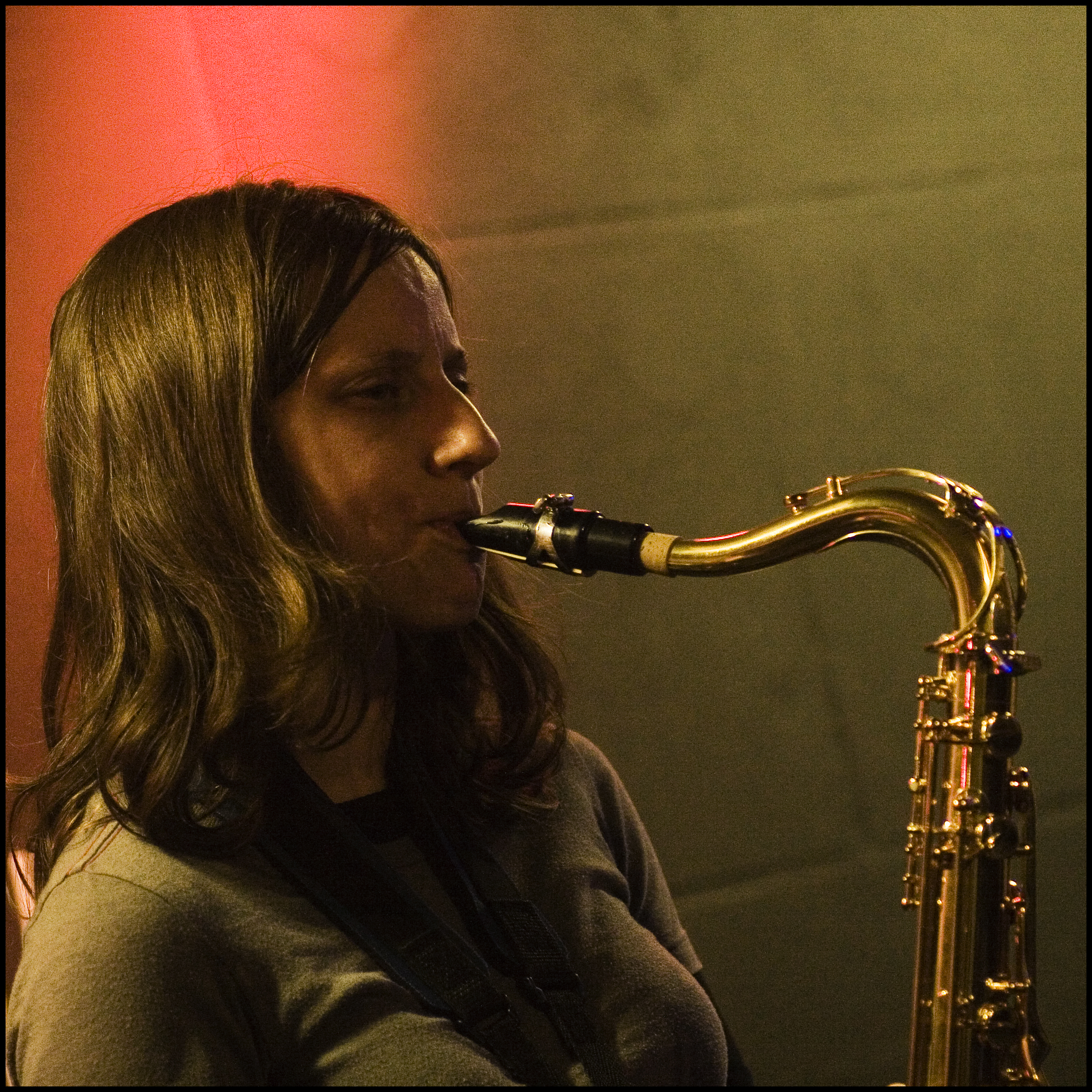
Alexandra Grimal (2011)

Alexandra Grimal (* 1980 in Kairo) ist eine französische Musikerin des Modern Creative (Tenor- und Sopransaxophon, Komposition).

## Leben
Grimal erhielt ab dem Alter von fünf Jahren Klavierunterricht. Mit fünfzehn Jahren entdeckte sie in Paris das Saxophon. Sie studierte am Conservatoire National Supérieur de Paris, um dann nach einem Gastaufenthalt an der Sibelius-Akademie 2005 am Koninklijk Conservatorium Den Haag bei John Ruocco mit dem Master abzuschließen. 2007 hat sie am Banff Workshop in Jazz and Creative Music unter Leitung von Dave Douglas teilgenommen.
Mit eigenen Gruppen hat sie bisher (2016) vier Alben vorgelegt. 2010 war sie in Europa auch mit ihrem Quartett dragons (mit Nelson Veras an der Gitarre, Jozef Dumoulin an den Keyboards und Dré Pallemaerts am Schlagzeug) auf Europa-Tournee. Weiterhin hat sie mit Oliver Lake, Ab Baars, Michael Moore, Ralph Alessi, Manolo Cabras, Jean-Jacques Avenel, John Betsch und Rhoda Scott gespielt und war an Alben-Produktionen von Sebastien Lovato, Édouard Ferlet, Fred Norel, Júlio Resende, Ruben Samama  oder Hans Lüdemann beteiligt. Auch hat sie mit der Tänzerin Yasmine Hugonnet zusammengearbeitet. 2014 holte sie Olivier Benoît ins Orchestre National de Jazz. Auch arbeitete sie mit Benjamin Duboc und mit Théo Ceccaldi.
Ihr lyrisch-zerbrechlicher Ton auf dem Saxophon und ihre fragile, aber zugleich austarierte Motivik werden hervorgehoben. Komponist Ben Shenmi schrieb 2006 für sie das Stück Alexandrophone.

## Preise und Auszeichnungen
Grimal gewann 2007 den Internationalen Wettbewerb für junge Jazzsolisten in Fribourg und mit ihrem Quartett den Grand Prix du Tremplin Européen de Jazz d’Avignon. 2008 erhielt sie den Solistenpreis beim Tremplin l’Esprit Jazz à St Germain des Prés. Weiterhin war sie 2010 für den französischen Victoires du Jazz nominiert.

## Diskographische Hinweise
- Shape (Marge 2009)
- Owls Talk (mit Lee Konitz, Gary Peacock, Paul Motian; Marge 2009)
- Seminare vento (Free Lance 2010)
- Giovanni Di Domenico & Alexandra Grimal Ghibli (2011)
- Birgitte Lyregaard Blue Anemone (mit Alain Jean-Marie; 2011)[2]
- Andromeda (Ayler Records, 2012, mit Todd Neufeld, Thomas Morgan, Tyshawn Sorey)
- Alexandra Grimal, Benjamin Duboc, Valentin Ceccaldi: Bambu (Ayler, 2017)
- Alexandra Grimal kanku (2017), mit Sylvain Daniel, Eric Echampard
- Alexandra Grimal / Giovanni Di Domenico: Shakkei (2025)